# 맹영옥
맹영옥(孟永玉, 일본식 이름: 松原一盛, 1892년 2월 1일 ~ ?)은 일제강점기의 광산 기업인이며, 경성부 출신이다.

## 생애
1913년 6월부터 1916년 10월까지 조선총독부 임시토지조사국 기수로 근무했으며 퇴직 이후에 평안북도 창성군에서 원풍금광을 경영했다. 1937년 3월 10일 원풍금광을 중외광원에 1,400,000원에 매각했고 이 가운데 10,000원을 국방헌금으로 헌납했다. 1937년 7월 30일 고사기관총 1대 구입비 10,000원을 일본군 관련 기관에 헌납했다.
1937년 11월 22일 강원도 김화군 근동면과 원남면 소재 금광, 은광, 유화철광 900,000평에 대한 광업권을 설정했으며 1937년 12월 6일 방공모형(防共模型) 제작비로 10,000원을 기부했다. 1938년 8월 6일 조선총독부에 방공모형 20점을 기부했고 1939년 11월 조선유도연합회 참사를 역임했다. 1939년 12월 조선총독부에 방공모형 20점을 기부한 공로를 인정받아 일본 정부로부터 감수포장(紺綏褒章)을 받았으며, 이러한 경력으로 인해 민족문제연구소의 친일인명사전 수록자 명단의 경제 부문에 수록되었다.

## 참고자료
- 민족문제연구소 (2009). 〈맹영옥〉. 《친일인명사전 1 (ㄱ ~ ㅂ)》. 서울. 778쪽.